# Viking Pavilion
A Viking Pavilion a Portland State Vikings Peter W. Stott Centerhez hozzáépült többcélú sportcsarnoka az Amerikai Egyesült Államok Oregon államának Portland városában. Férfikosárlabda-, nőikosárlabda- és röplabdamérkőzéseket rendeznek itt, valamint a testnevelési tanszék székhelyéül és edzőteremként is szolgál. 1966-ban nyílt meg, 2018-ban felújították.
Korábban a kosárlabdapálya egymillió dolláros felújítását finanszírozó Peter W. Stott nevét viselte. A 2016. április 23-án kezdődő 52,1 millió dolláros felújítás a 2018–19-es tanévre készült el.

## Fordítás
- Ez a szócikk részben vagy egészben  a   Viking Pavilion című angol Wikipédia-szócikk ezen változatának fordításán alapul.  Az eredeti cikk szerkesztőit annak laptörténete sorolja fel. Ez a jelzés csupán a megfogalmazás eredetét és a szerzői jogokat jelzi, nem szolgál a cikkben szereplő információk forrásmegjelöléseként.